# Visukalpa
Visukalpa – buddyjski mistrz tantryczny, król księstwa w południowych Indiach. Otrzymał przekaz buddyzmu Diamentowej Drogi od władcy Oddiyany, króla Indrabodhi, dzięki czemu został spadkobiercą wielu tantrycznych przekazów pochodzących od Buddy. Nauczyciel Sarahy.